# カディ・ブラック
カディ・ブラック（Khady Black、本名カディジャ・フォファナ、Khadyja Fofana、1980年6月21日-）とは西アフリカはシエラレオネ出身の女性のレゲエミュージシャン、アーティストであり、シエラレオネのNGOの親善大使。
1980年6月21日シエラレオネは東部州のコノ地区コイドゥでマンディゴ族の敬虔なイスラム教徒の両親の元、14人いる子供の一番下の娘として生まれて育った。音楽としての才能は5歳の時で、兄弟のスライマンの影響で始めた。家族の強い反発があったが、兄のスライマンは彼女を支え続けた。マンディゴ族の敬虔なイスラム教の背景と家族の強い反発で彼女と彼女の姉妹及び兄弟がミュージシャンになる事は認められなかった。彼女は親の言う事を聴き家族をサポートして行くか、自分の意思で歌手になるかの選択に分かれたが、彼女は歌手として歌う事を選択し、兄のスライマンと共にレゲエミュージシャンとして活動している。2005年11月19日に彼女は最も良いレゲエアーティストとしてシエラレオネ政府からTBS音楽賞を獲得した。
2006年7月17日にはシエラレオネのNGOとしての最初の親善大使に任命され、反乱軍による10年以上続いた自国の内戦で、手足を失った人達が集まったりする難民キャンプをシエラレオネの女性アーティストとして初めて訪れ、衣類などを寄付した。他にもシエラレオネ国民のエイズ（HIV）の為のコンサートをしたり、国の為の社会貢献なども活発に行って貢献している。